# 5515 Naderi
5515 Naderi eller 1989 EL1 är en asteroid i huvudbältet som upptäcktes 5 mars 1989 av den amerikanske astronomen Eleanor F. Helin vid Palomar-observatoriet. Den är uppkallad efter Firouz Naderi.
Asteroiden har en diameter på ungefär 7 kilometer.